# Urgen Tenzin
Ne doit pas être confondu avec Ugyen Tenzin, chanteur et prisonnier tibétain
Urgen Tenzin aussi appelé Ugyen Tenzin (tibétain : ཨོ་རྒྱན་བསྟན་འཛིན, Wylie : o rgyan bstan 'dzin), né au Sikkim en Inde en 1964) est un homme politique et militant tibétain. Il est président du Centre tibétain pour les droits de l'homme et la démocratie (TCHRD) et vit à Dharamsala dans l'Himachal Pradesh en Inde.

## Biographie
Il a effectué ses études à l'École centrale pour les Tibétains de Darjeeling. Au cours de ses années d'école, il est un des fondateurs de corps volontaire des étudiants pour le bien-être des élèves orphelins pauvres et a servi pendant deux ans en tant que trésorier du Congrès de la jeunesse tibétaine (TYC) régional. Il est titulaire d'un bachelor’s degree (1983-1985) du Government College of Education, Chandigarh (en) et d'un diplôme d'études supérieures en sociologie de l'université de Mysore (1992-1993). Au cours de ses années de collège, il a travaillé dans Tibetan Freedom Movement (1984-1985) et au TYC (1991-1993). De 1994 à 1997, il a servi comme vice-président de l'Assemblée locale de Mundgod dont il fut élu par la suite à sa présidence de 1997 à 2000 et a été réélu en tant que président en 2001. En juin 2001, il a été élu à la 13e Assemblée du Parlement tibétain en exil, dont il fut membre du comité permanent pendant trois ans de juin 2002 à juin 2005.
En juillet 2006, après avoir été sélectionné par le conseil d'administration du TCHRD, il devint le 3e directeur de l'ONG de défense des droits de l'homme.